# 偽旗作戦

柳条湖事件は近現代における代表的な偽旗作戦の一つ

偽旗（にせはた、英語: False flag）、または、偽旗作戦（にせはたさくせん、英語: False flag operation）とは、攻撃手段を偽る軍事作戦の一種。
海賊が「降伏」の旗を掲げて敵を油断させ、逆に相手の船を乗っ取るという行為に由来する。戦術レベルでは古くから海賊旗を伏せ置いたり、偽の白旗や、自国以外の偽の国旗を掲げ、接近して騙し討ちする戦法は知られており、戦争や対反乱作戦に限定されたものではなく、平時にも使用され、偽旗工作や偽旗軍事行動とも呼ばれる。

## 概要
偽旗作戦の例として、自国の軍民が他国やテロリスト等からの武力攻撃を受けたかのように偽装して被害者であると主張したり、あるいは緊張状態にある両勢力間で漁夫の利を狙い、いずれかの側から攻撃が行われたように思わせて戦争を誘発させるといった行為である。以下に列挙される過去の例より、政府、あるいは軍部がある政策の実現を目的として、情報操作、世論操作を企図した場合に実施されるケースが多い。
英語ではFalse flag technique（偽旗技法）、False flag tactics（偽旗戦術）、False flag attack(s)（偽旗攻撃）などの句として用いられる。

## 事例
偽旗作戦そのものが目的のものと、別の目的（敵の警戒線突破など）の手段として偽旗作戦を行うものの二種類に分かれる。
- 1928年 - 張作霖爆殺事件
- 1931年 - 柳条湖事件（満州事変のきっかけ）
- 1939年 - グライヴィッツ事件（ドイツ軍によるポーランド侵攻のきっかけ）
- 1939年 - マイニラ砲撃事件（冬戦争の戦争目標正当化のために計画された、ソ連が起こした事件）
- 1942年 - サン＝ナゼール強襲（イギリス軍が行った、ドイツ艦艇に偽装した爆装駆逐艦によるドック破壊作戦）
- 1943年 - キスカ島撤退作戦（日本軍が行った、アメリカ艦艇に偽装した艦艇部隊による撤退作戦）
- 1944年 - グライフ作戦（バルジの戦いでドイツ軍が実行）
- 1962年 - ノースウッズ作戦（キューバのカストロ政権を転覆させるため米国が秘密裏に計画した偽装工作）
- 1964年 - トンキン湾事件
- 1969年 - フォンターナ広場爆破事件
- 1980年 - ボローニャ駅爆破事件
- 1995年 - 島田裕巳宅爆弾事件
- 1995年 - オウム真理教東京総本部火炎瓶投擲事件
- 2008年 - イングリッド・ベタンクール（コロンビア軍がゲリラを装い人質救出作戦に成功した）

## 作品
前線命令（原題：The last blitzkrieg）
1959年製作のアメリカの戦争映画。米兵の軍服を着用して偽装した、英語を話すオットー・スコルツェニーの謀略部隊の活躍を描く。
バルジ大作戦（原題：Battle of the Bulge）
1965年製作のアメリカの戦争映画。「バルジの戦い」を題材としており、グライフ作戦の描写がある。
JFK
ケネディ大統領暗殺事件について取り上げた映画。リー・ハーヴェイ・オズワルドが犯人であるという報道に対し、ジム・ギャリソンが多々ある疑惑・矛盾点などに気づき、真相・真犯人を追求していく。
ゴールデンスランバー
伊坂幸太郎による小説。主人公は旧友から「オズワルドにされるぞ」と言われた後、目の前で首相暗殺が起き、その犯人だと報道で告げられ、逃亡生活を送ることとなる。
コール オブ デューティ モダン・ウォーフェアシリーズ
FPSゲーム『コール オブ デューティー』の現代戦シリーズ。ロシアの超国家主義者、ウラジミール・マカロフがアメリカや親米国家の軍人を陥れて民間人を殺害させる。